# Mohammad Hadrab
Mohammad Hadrab, né le 6 novembre 1984 à Koweït, est un joueur jordanien de basket-ball. Il évolue au poste d'ailier.

## Palmarès
- 3e du championnat d'Asie 2009